# تاسوکو ناگاسه
تاسوکو ناگاسه (انگلیسی: Tasuku Nagase؛ زادهٔ ۲۲ ژانویهٔ ۱۹۹۳) بازیگر اهل ژاپن است.